# Oxytropis sericopetala
Oxytropis sericopetala är en ärtväxtart som beskrevs av Cecil Ernest Claude Fischer. Oxytropis sericopetala ingår i släktet klovedlar, och familjen ärtväxter. Inga underarter finns listade i Catalogue of Life.